# Desafio alimentar
Desafios alimentares, como o desafio do galão ou o desafio do biscoito salgado, são desafios específicos que envolvem alimentos. Beber leite é um desafio alimentar competitivo popular nos campi universitários sendo promovido pelo programa Jackass, da MTV, no final dos anos 90.
Com o surgimento da Internet, os fenômenos da Internet vem se espalhando por correntes de e-mails, YouTube e mídias sociais, incentivando as pessoas a “desafiar” seus amigos ao compartilhar a mensagem para outras pessoas, além de criar memes virais na Internet.
Alguns “desafios” na internet podem causar sérios riscos aos participantes. O desafio da canela, onde se tenta comer uma determinada quantidade de canela em pó em um minuto, faz com que as pessoas engasguem com a canela inalada nos pulmões. Em julho de 2015, um menino de quatro anos morreu por asfixia após ingerir canela.